# Shannon Rutherford
Shannon Rutherford es un personaje de ficción de la serie de televisión Lost interpretada por la actriz Maggie Grace.
Hermanastra de Boone, que la vio morir en una alucinación. Ningún otro de los supervivientes del vuelo Oceanic 815 sabe hablar francés, por lo que se vuelve pieza clave para descifrar el mensaje de Danielle. 
También sufre de asma pero es curada usando eucalipto preparado por Sun-Hwa Kwon.

## Biografía
En el capítulo Abandonada se relata esta versión de la historia de Shannon. En un flashback se puede visualizar a Jack pasando frente a Shannon y Sabrina, cuando se enteran de la muerte de Adam.
El padre de Shannon muere a causa de un accidente automovilístico al ser alcanzado por una mujer llamada Sara (que se convierte en la esposa de Jack), al llegar al hospital el padre de Shannon es atendido por Jack, pero muere pese a los esfuerzos de este.
Shannon pierde a su padre Adam Rutherford cuando tenía 18 años, tras sufrir un accidente automovilístico. Es profesora de ballet y está recién comenzando su vida independiente, pero Sabrina (la madre de Boone), tras la muerte de Adam su marido, se queda con todo el dinero que dejó este sin darle la parte que a Shannon le correspondía.
Al final se revela que a pesar de que esta ganó una prestigiosa aunque no remunerada pasantía en la Compañía de Danza Martha Graham en Nueva York al ser incapaz de reunir el dinero por sí sola, se muda a Francia por un corto tiempo para trabajar como au pair
En Hearts and Minds, Shannon aprovechando su conocimiento del amor que siente Boone por ella, hace que parezca que su novio Brian abusa de ella para estafar a Boone pero  su "novio abusivo" arruina la artimaña y se va con todo el dinero, Shannon borracha va a la habitación de hotel de Boone en Sydney.
Al aterrizar en la isla, decide unirse a Sayid en una caminata para transmitir una señal de socorro, después de que ella y Boone discutieran sobre su egoísmo, el conocimiento de Shannon del idioma se utiliza para traducirla.
Shannon Rutherford muere en la segunda temporada. Debido a las visiones que tenía de Walt, y desesperada por lo que veía y por buscar una explicación, se interna en la jungla junto a Sayid, en ese momento Walt aparece y Shannon corre tras él, pero un disparo le impacta en el estómago, falleciendo en los brazos de Sayid. La culpable es nada menos que Ana Lucía Cortez, que la mata por pensar que se trata de uno de "Los otros".